# Cono (topologia)

Cono di una circonferenza. La circonferenza di partenza è blu, ed il punto collassato è verde.

In topologia, il cono di uno spazio topologico {\displaystyle X} è un nuovo spazio topologico {\displaystyle C(X)} che, similmente all'usuale cono geometrico, ha un vertice ed una base omeomorfa a {\displaystyle X}.

## Definizione
Sia {\displaystyle X} uno spazio topologico. Il cono {\displaystyle C(X)} è lo spazio quoziente
{\displaystyle C(X)=(X\times [0,1])/(X\times \{0\})}
del prodotto di {\displaystyle X} con l'intervallo unitario {\displaystyle [0,1]} rispetto alla relazione d'equivalenza che identifica tutti i punti del tipo {\displaystyle (x,0)}.
Il cono è quindi costruito in due fasi: prima si costruisce un "cilindro" {\displaystyle X\times [0,1]}, e quindi si collassa una delle due basi del cilindro ad un punto.

## Esempi

### Punti
Se {\displaystyle X} è un insieme finito di punti {\displaystyle x_{1},\ldots ,x_{k}} con la topologia discreta, il cono {\displaystyle C(X)} è omeomorfo ad un grafo con vertici {\displaystyle v,x_{1},\ldots ,x_{k}} stellato in {\displaystyle v}, cioè con uno spigolo che collega {\displaystyle v} ad ogni {\displaystyle x_{i}}.

### Dischi e sfere
Valgono gli omeomorfismi seguenti:
{\displaystyle C(S^{n-1})\cong D^{n},\quad C(D^{n-1})\cong D^{n}.}
Il cono su una sfera è quindi un disco, ed il cono su un disco è anch'esso un disco (l'usuale cono geometrico è infatti omeomorfo ad un disco).

## Proprietà
Un cono è sempre connesso per archi, anche se lo spazio di partenza {\displaystyle X} non lo è. Infatti è sempre possibile congiungere due punti del cono passando dal vertice.
Un cono è sempre uno spazio contrattile. Ne segue che ogni spazio topologico è contenuto in uno spazio contrattile.